# ندا حسنی
ندا حسنی (زادهٔ ۱۳۵۶ - درگذشته ۲ تیر ۱۳۸۲) یک مخالف جمهوری اسلامی ایران بود.

## سال‌های نخستین زندگی
ندا حسنی فرزند احمد و فروغ حسنی و فرزند ارشد یک خانواده ایرانی با سه فرزند بود. این خانواده در اوایل دهه ۱۹۸۰ ایران را ترک کردند و قبل از اقامت در اتاوا، به یونان پناهنده شدند. حسنی در دانشگاه کارلتون تحصیل کرد و در آنجا علوم رایانه خواند.

## اوایل زندگی
در سال ۱۳۶۷، حسنی پس از اعدام عمویش، محمود حسنی، توسط رژیم جمهوری اسلامی، به هواداری از سازمان مجاهدین خلق ایران درآمد. با این حال، به گفته والدینش، او عضو این سازمان نبود. محمود حسنی برادر کوچکتر پدرش بود و قبل از اعدامش، هفت سال در ایران زندانی بود. حسنی در کودکی به ملاقات عمویش در زندان رفته بود. عمویش جزو گروهی بود که تخمین زده می‌شود ۳۵۰۰۰ مخالف در آن زمان اعدام شده بودند. حمایت حسنی از مجاهدین باعث شد که او به پاریس نقل مکان کند و در آنجا به شورای ملی مقاومت ایران بپیوندد.

## زندگی و تحصیلات
در ۲۷ خرداد ۱۳۸۲، حسنی برای تعطیلات در لندن بود که پلیس فرانسه به مقر مجاهدین خلق ایران حمله کرد. تقریباً ۱۶۰ عضو از جمله مریم رجوی، یکی از رهبران گروه، به همراه همسرش، مسعود رجوی، برای بازجویی بازداشت شدند. بعداً همه اتهامات آنها لغو شد.
حسنی در اعتراض به دستگیری رجوی و دیگر اعضای مجاهدین در فرانسه و احتمال اخراج آنها به ایران، به یک اعتراض دانشجویی در مقابل سفارت فرانسه در لندن پیوسته بود. در میان برخی از معترضان بحثی در مورد اعتراض از طریق خودسوزی وجود داشت. از حسنی نقل شده است که «همه ما به انجام این کار فکر می‌کنیم»، علیرغم اینکه مریم رجوی، رهبر مشترک، مخالفت خود را با اعتراضات انتحاری ابراز کرده بود. عصر روز ۲۸ خرداد، تقریباً ساعت ۷:۱۵ بعد از ظهر، حسنی به تنهایی به جلوی سفارت فرانسه در لندن بازگشت، جایی که روی خود بنزین ریخت و خود را آتش زد. او دو ساعت بعد پیدا شد و متعاقباً در ۲ تیر در بیمارستان، در حضور مادرش، درگذشت و هرگز به هوش نیامد.

## مرگ
حسنی یکی از چهار نفری بود که در روزهای پس از دستگیری اعضای مجاهدین در فرانسه، در مقابل سفارت فرانسه در لندن خود را آتش زدند. یکی دیگر از این چهار نفر، حشمت زندی، دانشجوی ۳۸ ساله مهندسی، نیز درگذشت. در همان دوره، سه نفر در پاریس خود را آتش زدند. یکی از آنها، صدیقه مهاجری بود که در حالیکه از خودسوزی شخص دیگری پس از ریختن بنزین در مقابل سفارت فرانسه در سوئیس جلوگیری شد او خود را سوزاند و درگذشت.
جسد حسنی برای دفن به کانادا بازگردانده شد. مراسم تشییع جنازه او در ۹ تیر ۱۳۸۲ برگزار شد، جایی که مادر حسنی از اقدامات دخترش ابراز افتخار کرد. او همچنین بلافاصله پس از مرگ دخترش، احساسات مشابهی را در انگلستان ابراز کرد، در حالی که دیگران را از پیروی از الگوی دخترش منع می‌کرد. حسنی در گورستان پاینکرست در اتاوا به خاک سپرده شده است.